# آکواریوم سیدنی
آکواریوم سیدنی مکانی تفریحی است که در شهر سیدنی استرالیا واقع شده‌است. این آکواریوم از شرق به بندر مشهور سیدنی یا "Darling Harbour" و از شمال به پل پیرمونت یا "Pyrmont Bridge" منتهی شده‌است.

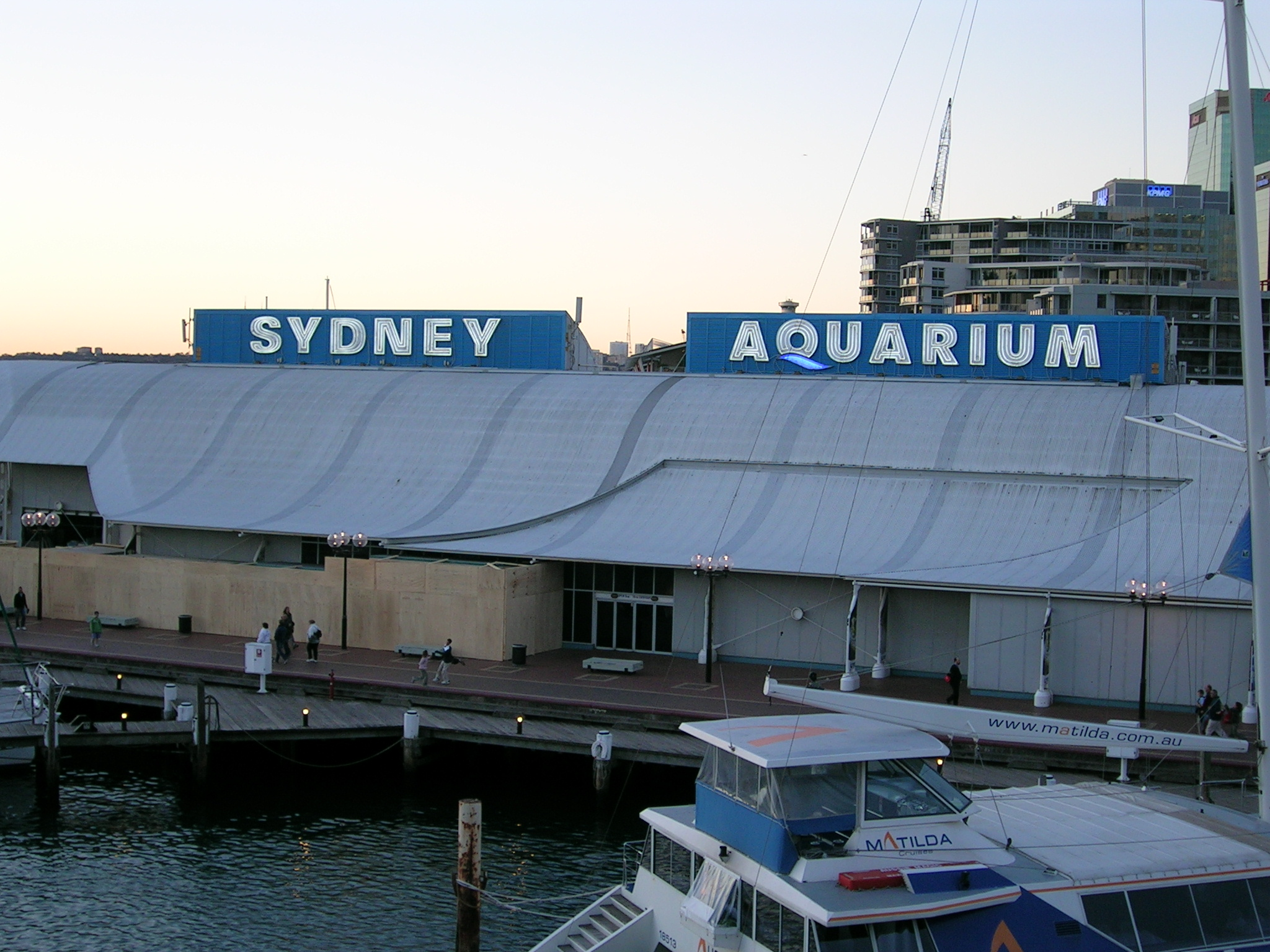

این مکان دیدنی، تنوع بیشماری از آبزیان استرالیا را در خود جای داده‌است که شامل ۶۵۰ گونه مختلف جانوری، از جمله بیش از ۶۰۰۰ نوع ماهی و دیگر موجودات دریائی از زیستگاههای آبی استرالیا می‌باشد که همه روزه جهت بازدید عموم آزاد است.
عمده‌ترین بخش نمایشی آکواریوم، تونل شیشه‌ای آن است که به گونه‌ای خاص، در زیر آب تعبیه شده و کوسه‌های عظیم‌الجثه و ماهی‌های زیبا، از بالای سر بازدیدکنندگان عبور کرده و منظره‌ای شگفت انگیز را پدید می‌آورند. وزن برخی از این کوسه‌ها به ۷۰۰ کیلوگرم و طول آن‌ها به بیش از سه متر می‌رسد.
آکواریوم سیدنی در سال ۱۹۸۸ همزمان با دویستمین سالگرد اکتشاف قاره استرالیا گشایش یافت و هم‌اکنون یکی از بزرگترین آکواریوم‌های موجود در جهان به شمار می‌آید.

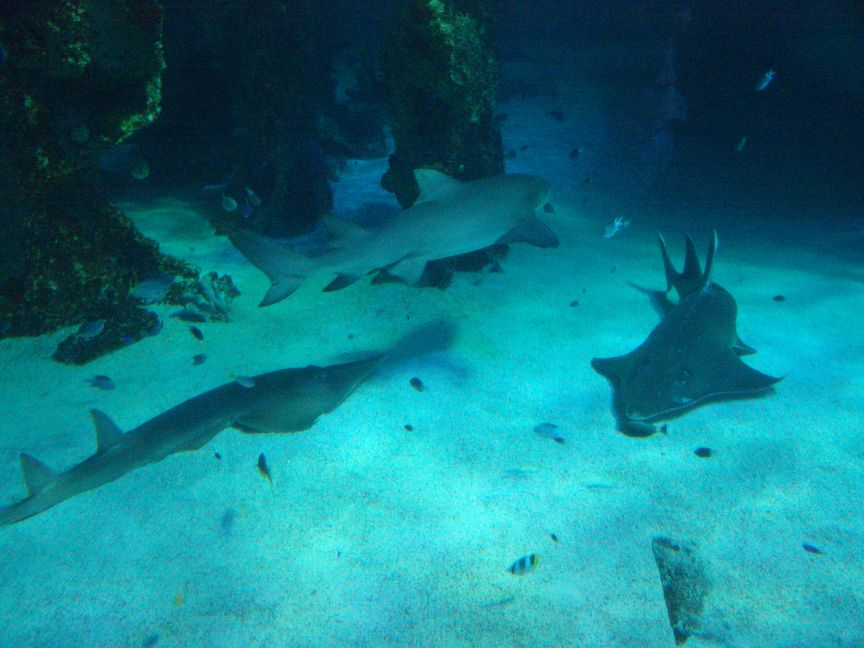

این مکان خاطره‌انگیز، سالانه پذیرای بازدیدکنندگان بیشماری می‌باشد که ۵۵ درصد آن را بازدیدکنندگان خارجی تشکیل می‌دهند. از این رو، یکی از جاذبه‌های توریستی شهر سیدنی به حساب می‌آید.
یکی از برنامه‌های آینده سازمان گردشگری استرالیا، ساخت آکواریومی مخصوص تمساح می‌باشد که هم‌اکنون در مراحل طرح ریزی قرار داشته و در سال ۲۰۰۸ بهره برداری خواهد شد.
در سال ۲۰۰۶ حیات وحش سیدنی یا "Sydney Wildlife World" نیز در مجاورت آکواریوم گشایش یافت که هر دو مکان متعلق به سازمان جاذبه‌های طبیعی سیدنی می‌باشند.
آکواریوم سیدنی به منظور تأکید بر القای حیات آبزیان و زندگی زیر آب، توسط مهندسین معمار استرالیائی طراحی شد و ساخت آن حدود دو سال به طول انجامید. مجموعهٔ "Great Barrier Reef" نیز به همین منظور در سال ۱۹۹۸ طراحی و افتتاح شد.
آکواریوم عمدتاً با هدف نمایش جاذبه‌های منحصر به فرد طبیعی و حیات آبزیان کشور استرالیا در معرض دید عموم قرار گرفته‌است و بازدیدکنندگان بیشماری را از قاره‌های مختلف به سوی خود جذب می‌کند.
به دنبال گشایش نخستین مکان پرورش فک آبی در دسامبر سال ۱۹۹۱، آکواریوم سیدنی نیز امکانات تفریحی خود را گسترش داده و در سپتامبر سال ۲۰۰۳ جایگاه ویژه‌ای را نیز برای فک‌های آبی، افتتاح نمود.
این جایگاه، گونه‌های مختلفی از انواع فک‌های استرالیا و نیوزلند، از جمله شیرهای دریائی استرالیائی و غیره را در خود جای داده‌است.